# Jacques Hadamard
Jacques Salomon Hadamard, född 8 december 1865, död 17 oktober 1963, var en fransk matematiker mest känd för sitt bevis av primtalssatsen från 1896. Han var professor i analytisk och celest mekanik vid Collège de France i Paris.

## Biografi och matematiska verk
Hadamard studerade vid École Normale Supérieure under Charles Émile Picard. Han gav bl.a. namn åt Hadamards olikhet och Hadamardmatrisen (som är basen för Hadamardtransformen).
Hadamard var personligen inblandad i Dreyfusaffären (han var tremänning till Dreyfus' hustru Lucie), och blev efteråt en förespråkare för den judiska saken; Hadamard var själv av judiskt påbrå, men var ateist.

## Matematisk kreativitet
I sin bok Essai sur la psychologie de l'invention dans le domaine mathématique (ung. Uppfinningens psykologi inom matematiken) beskriver Hadamard hur matematiska tankeprocesser går till. Till skillnad från andra forskningsområden beskriver han sina tankeprocesser inom matematik som helt ordlösa, ofta med mentala bilder som representerar en lösning till ett problem. Hadamard gjorde även undersökningar med ungefär 100 av dåtidens (cirka 1900) mest framstående fysiker, där många ger uttryck för en liknande process som Hadamards.
Hadamard beskriver erfarenheter från matematiker som Carl Friedrich Gauss och Henri Poincaré, där lösningar ofta inses med "plötslig spontanitet". Liknande saker har rapporterats från andra matematiker som G. H. Hardy och Nikola Tesla.
Hadamard invaldes som ledamot av Kungliga Vetenskapsakademien 1920.

## Eftermäle
Asteroiden 10382 Hadamard är uppkallad efter honom.